# Raketa
Raketa je leteče telo na raketni pogon, ki je neodvisen od ozračja ali druge atmosfere. Raketa lahko pospešuje tudi v vakuumu. V primerjavi z izstrelki imajo rakete dolgo fazo pospeševanja. Telo rakete je dosti manj obremenjeno od izstrelka in je zato lažje. Najmanjše rakete se spušča za zabavo (na primer ognjemet), največje pa služijo za transport v vesoljski prostor (na primer raketa nosilka za Luno Saturn V v Programu Apollo).
Rakete so za atomsko bombo, najmočnejša stvar, ki jo je ustvaril človek. Raketa Saturn V naj bi razvila ob vzletu več kot 150 milijonov konjskih sil, kar je enako več deset jedrskim elektrarnam.

## Etimologija
Beseda »raketa« izhaja iz italijanske besede rocchetta, staroitalijansko rocchetto, (vretence, klekelj, motek, tulec, tuljava za navijanje niti) in je večinoma prevzeta prek nemške besede Rakete (pragermansko *rukkô) ali tudi prek nizozemske besede raket (staronizozemsko *rocco, *rocko). Pragermansko *rukkô, staronizozemsko *rocco, *rocko ali staroangleško *rocca je podobno grškemu korenu ρόκα (množina ρόκες) – 1. dobesedno solatni list (glede na rukolo (Erúca satíva)) in 2. pogovorno preslica.
Angleška beseda »rocket« se je prvič pojavila leta 1566 in je tudi izhajala iz italijanske besede rocchetto zaradi podobnosti z obliko vretenca ali motka, ki je držal nit pri navijanju na kolovrat. Beseda rocchetto je manjšalnica besede rocca – preslica. Prvotne rakete so bile po obliki podobne motku za navijanje. Sodobni italijanski izraz za motek je razzo (množina razzi), nemško Rocken, islandsko rokkur, srednjeangleško rocke.

## Zgodovina
Prvo raketo so izstrelili kitajski vojaki na mongolske leta 1232. Prvo evropsko raketo so izstrelili leta 1555 v Romuniji. Imela je tri stopnje. 
Konstantin Edvardovič Ciolkovski je leta 1903 uvedel po njem imenovano osnovno raketno enačbo:
{\displaystyle \Delta v=v_{\rm {e}}\ln {\frac {m_{0}}{m_{1}}}\!\,,}
ki opisuje gibanje rakete. Rešil je enačbo gibanja telesa s spreminjajočo se maso.
Leta 1926 je Američan Robert Hutchings Goddard izstrelil prvo raketo na tekoče gorivo, predhodnico sodobnih raket.

### 2. svetovna vojna
V letu 1943 se je začela proizvodnja V-2 prvih balističnih raket v Nemčiji pod vodstom Wernherja von Brauna. Imela je doseg 300 km s 1.000 kilogramsko bojno glavo z razstrelivom amatol. Dosegla je višino 90 kilometrov, če pa je bila izstreljena vertikalno pa celo 206 km. Koncept je bil precej podoben sodobnim raketam s turbočrpalkami in inercialno navigacijo. Med vojno so jih izstrelili več tisoč, večinoma na Belgijo, Veliko Britanijo in Francijo. Intercepcija teh raket, za razliko od V-1, ni bila mogoča, zaradi velike hitrost 3550 km/h. Zaradi netočnosti pri navigaciji in samo ene bojne glave bojna učinkovitost teh raket ni bila velika. Ocenjuje se, da je v proizvodnji umrlo več suženjskih delavcev zaradi izčrpanosti kot pa posledica napadov. Raketa V-2 je bila predhodnik sodobnih balističnih raket, oboroženih z jedrskim orožjem. 
Na drugi strani so Rusi uporabljali raketno orožje in sicer Katjušo, imenovano tudi Stalinove orglice, ki je bilo nevodeno. Lansirali so jih z lafet, nameščenih na tovornjake.

## Zgradba
Raketa je sestavljena iz treh sestavin: goriva, smernikov (stabilizatorjev) in uporabnega tovora. 
Ločijo se rakete na tekoče gorivo, ki obsegajo večinoma sodobne vesoljske rakete in rakete na trdo gorivo, kot npr. potisnik (ang. booster) pri raketoplanu. Raketno orožje in balistične rakete so večinoma na trdo gorivo. Pri raketah na trdo gorivo se ne da nadzirati moči-potiska in se jih ne da ustaviti, ko se jih enkrat zažene.

## Varnost
Rakete so zaradi eksplozivnega goriva in ekstremnih pogojih pri katerih morajo delovati precej nezanesljive naprave s pogostimi nesrečami. Npr. samo turbočrpalka pri ruskem raketnem motorju RD-170 razvije 257,000 KM (192 MW) kar je enako manjši elektrarni. Na eni strani turbočrpalke je kriogenično ohlajeni tekoči vodik na drugi pa več tisoč stopinjska zgorevalna komora.
Rakete na tekoče gorivo so bolj varne od trdnih, se jih da med letom tudi ustaviti, če obstaja nevarnost.
Ameriški vesoljski raketoplan Challenger je eksplodiral zaradi puščanja tesnila na enem izmed trdogorivnih potisnikov. Žal raketoplan ni imel evakuacijskega sistema za reševanje posadke, kot ga ima npr. ruski Sojuz.